# Kings of Leon
Die Kings of Leon sind eine US-amerikanische Rockband, die sich stilistisch zwischen Southern Rock und Alternative Rock bewegt. Gegründet wurde die Band 2000 in Tennessee von den Brüdern Caleb, Jared und Nathan Followill sowie deren Cousin Matthew Followill.

## Geschichte
Der Vater der drei Brüder, Ivan Léon Followill, war Wanderprediger. Seine Kinder waren daher zuerst im Kirchenorchester musikalisch tätig. Der Bandname ist an den Vornamen des Vaters angelehnt. Die Familie um Ivan Léon Followill ließ sich 1998 in Nashville nieder, wo 2000 die Band gegründet wurde.
Mit dem Debütalbum Youth and Young Manhood, das 2003 herauskam, wurden sie vor allem außerhalb Amerikas bekannt und tourten als Vorgruppe von U2 und The Strokes. Der Name dieses Albums stammt Jared Followill zufolge von der Bibel seines Vaters.
2004 entstand das zweite Album Aha Shake Heartbreak, das 2005 veröffentlicht wurde. Es knüpfte an den Erfolg des ersten Albums an, war aber stilistisch etwas ruhiger. Eine Tournee unter anderem mit Pearl Jam und Bob Dylan folgte.
Im März 2007 erschien das dritte Album der Kings of Leon mit dem Titel Because of the Times. Der Spiegel zählte es zu den wichtigsten des Jahres 2007.
Nach Abschluss ihrer 2007er-Tour begann die Band mit der Arbeit an ihrem vierten Album. Geplant war, es „mehr rocken“ zu lassen („rock harder“), und die „Südstaatenwurzeln in Angriff zu nehmen“. Als Produzenten griffen die Kings of Leon wieder auf Angelo Petraglia und Jacquire King zurück, die bereits die ersten drei Alben aufgenommen und produziert hatten. Am 28. Juli 2008 wurde ein erster Song des Albums als kostenloser Download auf der Website der Band zur Verfügung gestellt, am 5. August erschien dann die erste Single Sex on Fire, die auf Anhieb Platz 1 der britischen Charts erreichte und sich international in den Hitparaden platzieren konnte. Am 28. September 2008 wurde das Album Only by the Night veröffentlicht, das auf Platz eins der UK-Albumcharts einstieg. Zu ihrem erfolgreichsten Song wurde die zweite Singleauskopplung Use Somebody, die es in vielen Ländern weltweit unter die Top 10 schaffte. Er wurde für vier Grammys nominiert und gewann dreimal, unter anderem als Single des Jahres.

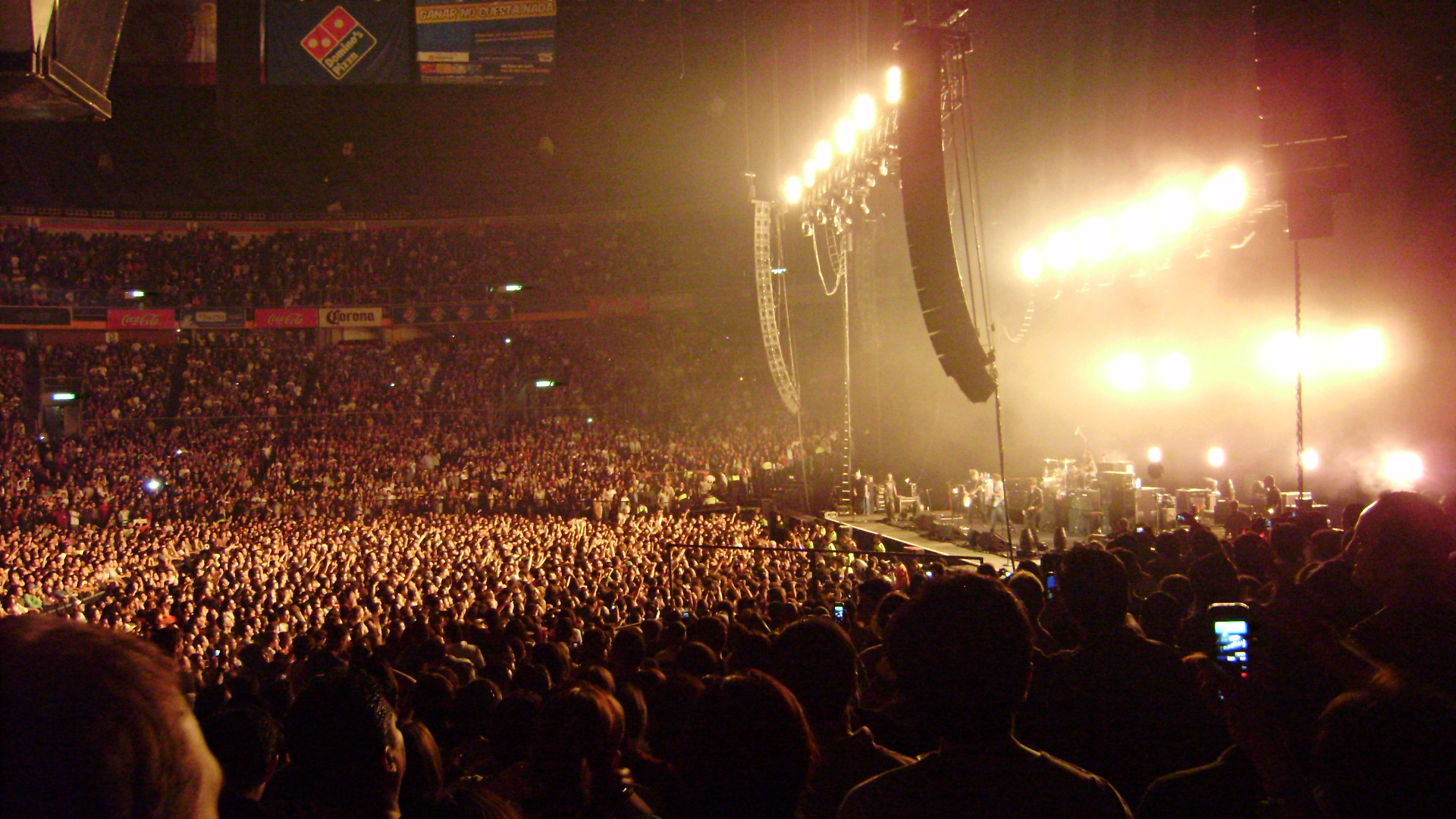
Konzert 2009 im Palacio de los Deportes in Mexiko-Stadt

Im Februar 2009 wurden die Kings of Leon bei den BRIT Awards als beste internationale Band und für das beste internationale Album (Only by the Night) ausgezeichnet. Zusätzlich war die Band bei den American Music Awards 2009 in der Kategorie Artist of the Year nominiert.
Am 15. Oktober 2010 kam das fünfte Album Come Around Sundown auf den Markt. Dafür wurden sie im Februar 2011 in der Kategorie Gruppe international Rock/Pop für den Echo 2011 nominiert, sowie für Best Rock Performance by a Duo or Group with Vocals und Best Rock Song mit dem Song Radioactive bei den Grammy Awards 2011, bei denen sie jedoch leer ausgingen.
Am 1. August 2011 brach die Band ihre gesamte US-Tournee ab. Auf der offiziellen Webseite wurde dies mit Stimmproblemen und Erschöpfung begründet und die Wiederaufnahme der Tournee im kanadischen Vancouver angekündigt. Medienberichte wiesen jedoch auf deutliche interne Bandprobleme hin. Informationen zur Fortsetzung der Tour folgten über mehrere Monate nicht, stattdessen erschien am 1. November die DVD Talihina Sky.; eine Dokumentation der Bandgeschichte, die unter anderem Calebs Alkoholkonsum thematisierte.
Am 18. Juli 2013 wurde mit Supersoaker die erste Single aus dem am 20. September erschienenen neuen Album Mechanical Bull herausgebracht. Am 22. November veröffentlichte die Band das Musikvideo zu ihrer Single Beautiful War, in dem auch Schauspieler Garrett Hedlund mitspielt. Mitte des Jahres 2014 erlebte die Band einen Schock, der einen kurzzeitigen Abbruch der Mechanical Bull-Tour mit sich brachte. Auf dem Rückweg von einem Auftritt musste der Busfahrer in Boston abrupt einem Fußgänger ausweichen, wobei sich Schlagzeuger Nathan Followill mehrere Rippen brach.
Anfang Juli 2015 kündigte die Band an, an einem neuen Album zu arbeiten. Der Auftritt im September bei Rock am See in Konstanz war der einzige der Band in Deutschland im Jahr 2015. Ende August 2016 gaben die Kings of Leon bekannt, dass ihr siebtes Studioalbum WALLS am 14. Oktober des Jahres erscheinen werde. Am 10. September 2016 gab die Band ihr einziges Deutschlandkonzert beim Lollapalooza im Treptower Park in Berlin und spielte dabei mit Over und Waste a Moment zwei neue Songs.
Am 14. Juni 2017 wurde die Band am Munich Olympic Walk of Stars verewigt.
Mit When You See Yourself veröffentlichten die Kings of Leon am 5. März 2021 ihr achtes Studioalbum.

## Diskografie
Studioalben

| Jahr | Titel Musiklabel                              | Höchstplatzierung, Gesamtwochen, AuszeichnungChartplatzierungen (Jahr, Titel, Musiklabel, Platzierungen, Wochen, Auszeichnungen, Anmerkungen) | Höchstplatzierung, Gesamtwochen, AuszeichnungChartplatzierungen (Jahr, Titel, Musiklabel, Platzierungen, Wochen, Auszeichnungen, Anmerkungen) | Höchstplatzierung, Gesamtwochen, AuszeichnungChartplatzierungen (Jahr, Titel, Musiklabel, Platzierungen, Wochen, Auszeichnungen, Anmerkungen) | Höchstplatzierung, Gesamtwochen, AuszeichnungChartplatzierungen (Jahr, Titel, Musiklabel, Platzierungen, Wochen, Auszeichnungen, Anmerkungen) | Höchstplatzierung, Gesamtwochen, AuszeichnungChartplatzierungen (Jahr, Titel, Musiklabel, Platzierungen, Wochen, Auszeichnungen, Anmerkungen) | Höchstplatzierung, Gesamtwochen, AuszeichnungChartplatzierungen (Jahr, Titel, Musiklabel, Platzierungen, Wochen, Auszeichnungen, Anmerkungen) | Anmerkungen                                                    |
| Jahr | Titel Musiklabel                              | DE | AT | CH | UK | US | Rock | Anmerkungen                                                    |
| ---- | --------------------------------------------- | --- | --- | --- | --- | --- | --- | -------------------------------------------------------------- |
| 2003 | Youth & Young Manhood RCA Records (BMG)       | DE52 (2 Wo.)DE | — | — | UK3 ×2Doppelplatin · (63 Wo.)UK | US113 (5 Wo.)US | — | Erstveröffentlichung: 7. Juli 2003 Verkäufe: + 810.000         |
| 2004 | Aha Shake Heartbreak RCA Records (BMG)        | DE39 (3 Wo.)DE | — | — | UK3 ×2Doppelplatin · (61 Wo.)UK | US55 (9 Wo.)US | — | Erstveröffentlichung: 1. November 2004 Verkäufe: + 777.500     |
| 2007 | Because of the Times RCA Records (Sony BMG)   | DE32 Gold · (3 Wo.)DE | AT35 (3 Wo.)AT | CH86 (3 Wo.)CH | UK1 ×3Dreifachplatin · (112 Wo.)UK | US25 (9 Wo.)US | Rock4 (3 Wo.)Rock | Erstveröffentlichung: 30. März 2007 Verkäufe: + 1.230.000      |
| 2008 | Only by the Night RCA Records (Sony BMG)      | DE16 ×3Dreifachplatin · (110 Wo.)DE | AT6 ×2Doppelplatin · (134 Wo.)AT | CH10 Gold · (62 Wo.)CH | UK1 ×10Zehnfachplatin · (165 Wo.)UK | US4 ×2Doppelplatin · (132 Wo.)US | Rock1 (88 Wo.)Rock | Erstveröffentlichung: 19. September 2008 Verkäufe: + 7.856.000 |
| 2010 | Come Around Sundown RCA Records (Sony)        | DE1 Platin · (31 Wo.)DE | AT1 Platin · (19 Wo.)AT | CH1 (26 Wo.)CH | UK1 ×3Dreifachplatin · (46 Wo.)UK | US2 Gold · (37 Wo.)US | Rock1 (36 Wo.)Rock | Erstveröffentlichung: 15. Oktober 2010 Verkäufe: + 2.291.000   |
| 2013 | Mechanical Bull RCA Records (Sony)            | DE2 Gold · (12 Wo.)DE | AT2 Gold · (12 Wo.)AT | CH2 (19 Wo.)CH | UK1 Platin · (48 Wo.)UK | US2 (29 Wo.)US | Rock1 (28 Wo.)Rock | Erstveröffentlichung: 20. September 2013 Verkäufe: + 939.500   |
| 2016 | Walls RCA Records (Sony)                      | DE2 (12 Wo.)DE | AT1 (7 Wo.)AT | CH2 (8 Wo.)CH | UK1 Platin · (39 Wo.)UK | US1 (11 Wo.)US | Rock1 (17 Wo.)Rock | Erstveröffentlichung: 14. Oktober 2016 Verkäufe: + 405.000     |
| 2021 | When You See Yourself RCA Records (Sony)      | DE4 (6 Wo.)DE | AT1 (4 Wo.)AT | CH3 (6 Wo.)CH | UK1 Silber · (6 Wo.)UK | US11 (2 Wo.)US | Rock2 (2 Wo.)Rock | Erstveröffentlichung: 5. März 2021 Verkäufe: + 60.000          |
| 2024 | Can We Please Have Fun Capitol Records (Sony) | DE4 (2 Wo.)DE | AT5 (2 Wo.)AT | CH6 (2 Wo.)CH | UK2 (2 Wo.)UK | US35 (1 Wo.)US | — | Erstveröffentlichung: 10. Mai 2024                             |

grau schraffiert: keine Chartdaten aus diesem Jahr verfügbar